# Новосілки Козицькі
Новосілки Козицькі (пол. Nowosielce Kozickie) — бойківське село в Польщі, у гміні Устрики-Долішні Бещадського повіту Підкарпатського воєводства. Населення — 155 осіб (2011).

## Розташування
Знаходиться за 9 км від кордону з Україною.

## Історія
У 1417 р. король Владислав Ягелло віддав село Ходку і Стечку Сандомирам. У 1534 р. король Зигмунт I підтвердив викуп села Петром Кмітою в Оначка, Мичка, Бричка, Данила і Міська Новосідлецьких. У 1642 р. в селі збудували дерев’яний костел, який через 100 років став парафіяльним, а через 250 років став осередком латинізації та полонізації українців.
У 1772 році після першого розподілу Польщі село відійшло до імперії Габсбургів, входило до провінції Королівство Галичини та Володимирії. У 1880 році проживало 302 мешканців у селі та 30 у панському дворі, з них 275 греко-католиків і 57 римо-католиків. У 1900 р. в селі було 285 греко-католиків і 107 римо-католиків.
Після розпаду Австро-Угорщини і утворення 1 листопада 1918 р. Західноукраїнської Народної Республіки це переважно населене українцями село Надсяння було окуповане Польщею. На 1.01.1939 р. в селі проживало 520 мешканців, з них 270 українців-грекокатоликів, 200 українців-римокатоликів, 40 поляків, 10 євреїв. Входило до ґміни Войткова Добромильського повіту Львівського воєводства.
Після початку Другої світової війни 13 вересня 1939 року війська Третього Рейху увійшли в село, та після вторгнення СРСР до Польщі 27 вересня увійшли радянські війська і Новосілки Козицькі, що знаходиться на правому, східному березі Сяну, разом з іншими навколишніми селами відійшла до СРСР та ввійшла до складу утвореної 27 листопада 1939 року Дрогобицької області УРСР (обласний центр — місто Дрогобич).
26 червня 1941 року в околицях села точились радянсько-словацькі бої.
В кінці липня 1944 року село було зайняте Червоною Армією. 13 серпня розпочато насильну мобілізацію українського населення Дрогобицької області до Червоної Армії. В березні 1945 року, у рамках підготовки до підписання Радянсько-польського договору про державний кордон зі складу Дрогобицької області правобережжя Сяну включно з селом було передане до складу Польщі.
Розпочалося виселення українців з рідної землі. Українці чинили опір участю в підпіллі та УПА. Українське населення села, якому вдалося уникнути депортації до СРСР, попало в 1947 році під етнічну чистку під час проведення Операції «Вісла» і було виселено на ті території у західній та північній частині польської держави, що до 1945 належали Німеччині.
У 1975-1998 роках село належало до Кросненського воєводства.

## Демографія
Демографічна структура станом на 31 березня 2011 року:
|          | Загалом | Допрацездатний вік | Працездатний вік | Постпрацездатний вік |
| -------- | ------- | ------------------ | ---------------- | -------------------- |
| Чоловіки | 78      | 17                 | 50               | 11                   |
| Жінки    | 77      | 19                 | 38               | 20                   |
| Разом    | 155     | 36                 | 88               | 31                   |

## Церква Собору Пресвятої Богородиці
В селі була дерев’яна греко-католицька церква Собору Пресвятої Богородиці, побудована в 1914 році замість попередньої. Церква була філіяльною парафії Войткова Бірчанського деканату Перемишльської єпархії.
У 1978 р. церква перенесена в село Юречкова і перетворена на костел.